# 台北海洋大学駅
台北海洋大学駅（タイペイかいようだいがくえき）は、台湾新北市淡水区にある新北捷運淡海軽軌の駅。駅は浜海路三段、台北海洋科技大学側に設置され、駅番号はV28。
緑山線の紅樹林方面にも直通する。

## 駅名
計画時の駅名はB8台北海洋学院（台北海院、海院、TCMT）だった。校名が台北海洋科技大学（北海科大、海科大、TUMT）へ変更されたことに合わせて現駅名となったが、正式名称ではなく略称が駅名となったことで、基隆市にある国立台湾海洋大学（海大、台海大、NTOU）との混同を招くとして同大から再変更の要請があったものの、新北市政府捷運工程局では重複しないとして、再修正しない意向を表明している。

## 歴史
- 2014年11月23日 - 当駅を含む工区起工[2]。
- 2016年5月13日 - 駅名確定[3]。
- 2017年12月 - 大学名変更に合わせ駅名も変更[4]。
- 2018年4月 - 駅番号変更（B8→V28）[5]。
- 2020年11月15日 - 藍海線1期開通に伴い開業（10時式典、14時運行開始。12月14日までIC利用に限り無料）[6]。

## 駅構造
相対式ホーム2面2線の地上駅。
| 台北海洋科技大学                                      |                                       |
| 浜海路三段（西行き）                                  |                                       |
| 地上                                                  |                                       |
| ↑ 横断 歩道 ↓                                         |                                       |
| 自動券売機、簡易改札機 相対式ホーム、右側のドアが開く |                                       |
| 西行き                                                | ←藍海線 淡水漁人碼頭方面（沙崙駅）    |
| 東行き                                                | →緑山線直通 紅樹林方面（浜海沙崙駅）→ |
| 自動券売機、簡易改札機 相対式ホーム、右側のドアが開く |                                       |
| 浜海路三段（東行き）                                  |                                       |

## 利用状況
| 年   | 年間利用客数 | 年間利用客数 | 年間利用客数 | 年間利用客数 | 1日平均 | 1日平均 |
| 年   | 乗車         | 下車         | 乗降計       | 出典         | 乗車    | 乗降    |
| ---- | ------------ | ------------ | ------------ | ------------ | ------- | ------- |
| 2020 | 17,000       | 18,000       | 35,000       | [ 注 2 ]     | 362     | 745     |
| 2021 | 60,000       | 68,000       | 128,000      | [ 10 ]       | 164     | 351     |

## 駅周辺
- 台北海洋科技大学淡水キャンパス
- 華夏科技大学淡海キャンパス
- 公司田渓（中国語版）
- 公司田渓程氏古厝（中国語版）（新北市歴史建築）
- YouBike（新北市公共自転車（中国語版））台北海洋科技大学
- 淡水平安宮

## 隣の駅
新北捷運
■淡海軽軌藍海線（建設中）
沙崙駅(V27) - 台北海洋大学駅(V28) - 浜海沙崙駅(V09) - （緑山線直通）

### 註釈
1. ↑  ただし各年の『新北市捷運統計年報』では、年間の数値が千人単位での公表であり、1日平均の場合は誤差が出ることを考慮する必要がある。
2. ↑  平均は11月15日の開業後、47日間で算出[9]